# Vrestovia
Vrestovia is een geslacht van vliesvleugeligen uit de familie Pteromalidae. De wetenschappelijke naam van dit geslacht is voor het eerst geldig gepubliceerd in 1961 door Boucek.

## Soorten
Het geslacht Vrestovia omvat de volgende soorten:
- Vrestovia brevior Boucek, 1993
- Vrestovia fidenas (Walker, 1848)
- Vrestovia lepesmei (Risbec, 1955)
- Vrestovia querci Yang, 1996